# Rhopalomyia struma
Rhopalomyia struma är en tvåvingeart som beskrevs av Monzen 1937. Rhopalomyia struma ingår i släktet Rhopalomyia och familjen gallmyggor. Inga underarter finns listade i Catalogue of Life.